# رادیال
رادیال (انگلیسی: Radiall) شرکت هوافضا و صنایع جنگ‌افزاری فرانسوی است، که در سال ۱۹۵۲ تأسیس شد.